# Markus Fuchs
Pour les articles homonymes, voir Fuchs.
Markus Fuchs est un cavalier de saut d'obstacles suisse né le 23 juin 1955 à Inwill. Il commence la compétition internationale lors du championnat d'Europe juniors se déroulant à Saint-Moritz en Suisse en 1973.

## Biographie
Fils d’un couple d’agriculteurs d’Uster, Josefine et Matthias, Markus Fuchs a toujours vécu au contact des chevaux. Avec sa femme Maya, il a eu deux fils : Philippe (né en 1981) et Patrice (né en 1987).
A dix ans, il fait ses débuts en équitation avec le cheval Baikal qui a par la suite permis à sa femme de prendre contact avec ce sport.
Après des études commerciales, en janvier 1978, il s’installe à Saint-Joseph dans le canton de Saint-Gall. À 23 ans, il est déjà jeune chef d’entreprise de son propre club hippique.
Du point de vue sportif, son meilleur souvenir est sa victoire dans le Grand Prix de Monterrey au Mexique en 1999 qui marqua un tournant dans sa carrière. Son pire souvenir est sa contre-performance aux Jeux olympiques d'Athènes avec Tinka's Boy, le meilleur cheval qu’il ait jamais eu selon lui.
Markus Fuchs annonce son retrait de la compétition le 6 juin 2009, après le CSIO de St-Gall et devient l'entraîneur de l'équipe nationale d'Italie  qui obtient la médaille d'argent par équipe aux championnats d'Europe de Windsor (Grande-Bretagne) la même année, soit une première pour cette nation qui n'avait jamais obtenu de médaille continentale.

## Palmarès mondial
- 1987 : médaille de bronze par équipe aux championnats d'Europe de Saint-Gall en Suisse avec Shandor.
- 1989 : médaille de bronze par équipe aux championnats d'Europe de Rotterdam aux Pays-Bas avec Shandor.
- 1991 : médaille de bronze par équipe aux championnats d'Europe de La Baule en France avec Shandor.
- 1992 : 3e de la finale de la coupe du monde à Del Mar aux États-Unis et 5e par équipe aux Jeux olympiques de Barcelone en Espagne avec Shandor.
- 1994 : médaille de bronze par équipe aux Jeux équestres mondiaux de La Haye aux Pays-Bas avec Goldligths.
- 1999 : médaille d'argent en individuel et par équipe aux championnats d'Europe de Hickstead en Grande-Bretagne avec Tinka's Boy.
- 2000 : médaille d'argent par équipe aux Jeux olympiques de Sydney en Australie et 2e de la finale de la coupe du monde à Las Vegas aux États-Unis avec Tinka's Boy.
- 2001 : vainqueur de la finale de la coupe du monde à Göteborg en Suède avec Tinka's Boy.
- 2003 : médaille de bronze par équipe aux championnats d'Europe de Donaueschingen en Allemagne avec Tinka's Boy.
- 2004 : 3e de la finale de la coupe du monde à Milan en Italie et 5e par équipe aux Jeux olympiques d'Athènes avec Tinka's Boy.
- 2005 : médaille d'argent par équipe aux championnats d'Europe de San Patrignano en Italie avec La Toya III.